# Samuel Noyola
Samuel David Noyola García (Ciudad de México, 8 de febrero de 1964), conocido simplemente como Samuel Noyola, es un poeta, diseñador gráfico y escritor mexicano. Conocido por ser autor de los libros Nadar sabe mi llama y Tequila con calavera. La primera lectura pública de sus poemas la realizó en el Festival Internacional de Poesía de la Ciudad de México, organizado por el poeta Homero Aridjis, (poemas recogidos en el libro Antología del Festival Internacional de Poesía, Ediciones el Tucán de Virginia).
Samuel Noyola desapareció en el año 2008. Algunos de sus libros y colaboraciones se encuentran en el acervo de la Library of Congress, Washington, D.C.

## Biografía

### Vida temprana
Samuel creció en Monterrey, Nuevo León. Él fue el penúltimo de nueve hijos nacidos del matrimonio civil entre su madre, Angelina García, y su padre, Samuel Noyola. Samuel asistió a la escuela primaria Profra. Sofía Cavazos Club de Leones No. 5, y la Escuela Secundaria David Alfaro Siqueiros y a la par de laborar, de medio tiempo, con el diseñador gráfico argentino, Jorge Sposari. Al terminar la secundaria, Samuel decide dedicarse por tiempo completo al trabajo de diseño gráfico y, en contra de los deseos de su madre, Angelina García, no se matricula en la preparatoria. Su padre, Samuel Noyola, fue un ingeniero civil graduado de la Instituto Tecnológico de Monterrey.
Desde muy temprana edad mostró gran interés por la literatura. En su tiempo libre se le encontraba leyendo libros de Edgar Allan Poe, Octavio Paz, Rubén Darío, Gabriel García Márquez, Ernest Hemingway, y Oscar Wilde. En 1980, con solo dieciséis años, viaja a Nicaragua supuestamente para recibir un premio por un logotipo que él había sometido en un concurso de diseño gráfico. En Nicaragua conoce a los escritores nicaragüenses Julio Valle Castillo y Ernesto Cardenal, ambos miembros del Ministerio de Cultura. Asiste con frecuencia a recitales y maratones de poesía y, maravillado por el mundo de la literatura, descubre su vocación como poeta. Llega a la ciudad de Managua y es reclutado en las tropas del Ejército Popular Sandinista, sin contar con que esta experiencia tan cerca a la violencia le afectaría mentalmente por el resto de su vida; transformando su personalidad de un joven inocente y vital a un hombre joven lleno de ansiedad debido al trauma que vivió en ese país.
Meses después de su viaje a Nicaragua, regresa a Monterrey, México, a vivir en la casa de su madre. Al principio, para mantenerse, se dedica al oficio de diseñador gráfico en revistas de la UANL como Deslinde. Paralelamente, toma talleres literarios y se compromete seriamente con el oficio de escritor, perfeccionando su estilo. Su memoria es portentosa y, desde entonces, según atestiguan colegas suyos del gremio literario local, su gran talento e inspiración resultaban evidentes, así como su amplio bagaje de lecturas, formación literaria y sensibilidad artística.
Empieza a frecuentar exposiciones de arte, haciendo amistad con reconocidos escritores locales. Es en estos años de juventud que, en medio de un ambiente bohemio y de auto-descubrimiento, intensifica su afición por el alcohol y las trasnochadas. Gracias a su carisma, labia y talento, se gana la confianza y cariño de algunos, entre ellos el escritor Juan Villoro y los poetas Manuel Ulacia, Horacio Costa y Víctor Manuel Mendiola, quien lo publicó varias veces, pero al mismo tiempo va haciéndose de enemigos entre los escritores de su generación como consecuencia de su personalidad insolente y errática. Sin embargo, a pesar de su vida nómada, su madre y sus hermanas nunca dejaron de apoyarlo.

### Vida posterior
Después de la publicación de su primer libro, Nadar Sabe mi Llama, Samuel conoce al premio nobel Octavio Paz. De forma espontánea y a través de otras amistades, quien tenía apuntado el número telefónico del laureado escritor mexicano, Samuel le hace a este una llamada expresándole su admiración. Paz percibe de inmediato la energía, el ímpetu y el talento de Samuel y pronto se conocen en persona. Posteriormente lo invita a su casa, donde Samuel le lleva como regalo una copia de su libro Nadar Sabe mi Llama. Octavio lo toma bajo su ala protectora y se convierte no solo en su mentor, sino también en su empleador, dándole el puesto de productor en Vuelta, la publicación literaria fundada por él, compartiendo créditos con un equipo editorial conformado, entre otros, por Enrique Krauze y Aurelio Asiain. Bajo orden directa de Paz, el equipo de Vuelta se encarga de publicar su segundo libro, Tequila con calavera, el cual es muy bien recibido por la crítica especializada. Paz consagra a Samuel definiéndolo como "el poeta más inspirado de su generación”. La revista Vuelta publica a la vez el más significativos de sus poemas, “Arcano Cero”.
Samuel viaja a EUA visitando familiares, en su camino hacia Madrid, España. Ya que en 1989 Samuel recibe una beca para atender el Instituto de Cooperación Iberoamericana para estudiar un curso de Profesor de Lengua y Literatura Española. La beca fue recibida después que Octavio Paz escribe una carta de recomendación al presidente del instituto. Samuel vive y viaja por Europa donde Paz lo visita en sus viajes a Europa mientras Samuel forja una amistad con el distinguido escritor español Luis Alberto de Cuenca. En esta época Samuel empieza a escribir sus memorias relatando su infancia, adolescencia, y sus aventuras en Europa.
Al regresar a México él es recibido con brazos abiertos y es apoyado por Paz consecuentemente colaborando en la revista Vuelta. Octavio Paz se ofrece a publicar su segundo libro, Tequila con calavera que es recibido positivamente por el mundo literario de México. La muerte de Paz en 1998 es un golpe fuerte para Samuel. Esto lo sumerge en una depresión. Samuel va y viene entre la Ciudad de México y Monterrey sin establecer un hogar permanente pero siempre viviendo con sus familiares y amistades. Eventualmente se establece en la ciudad de México permanentemente viviendo con su madre periódicamente.
Armando Alanís Pulido le asiste en publicar su tercer libro Palomanegra productions en 2003. Mientras Víctor Manuel Mendiola edita la segunda edición de Tequila con calavera publicada por Ediciones la Centena en 2004 y fue un gran éxito literario. Esta publicación incorpora un retrato suyo en la portada. En 2006 aparecen sus poemas en la antología Tigre la Sed de la Editorial Hiperión de España realizada por Víctor Manuel Mendiola, Miguel Ángel Zapata y Miguel Gómez. En el otoño de 2007, en la Ciudad de México, publica sus últimos textos antes de desaparecer. Lo hace en el sitio web de la revista Letras Libres, bajo la edición de Humberto Beck. ‘‘Magerit’’ es el título del texto, dedicado a su amigo el poeta Luis Alberto de Cuenca y Prado, aparecido el 21 de noviembre de 2007. En este texto el poeta Samuel recuerda sus vivencias en Madrid. Entre ellas cuenta cuando él se mudó a Madrid en 1989 al recibir la beca del Instituto de Cooperación Iberoamericana y toma el curso de Profesor de Lengua y Literatura Española. El texto inicia con un epígrafe del poeta persa Saadi de Shiraz: “Quien conoce a Dios guarda silencio”. Después de este texto, Samuel nunca más ha publicado por su cuenta. En 2011 se publica la antología en su honor, El cuchillo y la luna (UANL / Ediciones el Tucán de Virginia).

### Estilo literario
La influencia literaria de Samuel es amplia y diversa. Desde las corrientes del Renacimiento, el Barroco y el Neoclasicismo hasta el trabajo de los escritores del siglo de oro español, con su rigurosa precisión en la estructura y la medición de los versos. No obstante, su estilo literario es considerado como contra-cultural y, en ocasiones, surrealista y delirante (“Hotel Managua”), y sombrío (“Arcano cero” y Las vueltas que da La Maraka). 
Sus historias de no-ficción están llenas de humor y candor. 
Entre los poetas que han reconocido su obra están Luis Alberto de Cuenca (España), a quien frecuentó en Madrid; Jennifer Clement (EE.UU.), a quien conoció como autor de Ediciones el Tucán de Virginia; Horacio Costa (Brasil), de quien tradujo The Very Short Stories; Víctor Manuel Mendiola (México), sobre el que escribió un ensayo y la cuarta de forros del libro El Ojo (Vuelta); Manuel Ulacia; y Francisco Hernández (México).

## Apodos
Samuel Noyola en su texto "Bol sobre alfombra verde" publicado en octubre de 2007 en Letras Libres, cuenta que una vez el poeta Mario Santiago Papasquiaro le llamó “Vaquero del Mediodía”.  Esto debido a su estilo ranchero con el cual describía la supervivencia en la Ciudad de México.

## Obras
Ocho años después de la publicación de su primera obra Nadar sabe mi llama a través de la SEP en 1986, misma que recibió buena crítica pero un éxito bastante modesto, Samuel publica en 1993 Tequila con calavera (Editorial Vuelta), indiscutiblemente su obra más memorable y sobresaliente que fue reeditada en La centena por Víctor Manuel Mendiola. En un noticiero local en la ciudad de Monterrey, Samuel describe este trabajo como “visiones en la ciudad, visiones en el desierto, estados de ánimo...”. Diez años después, el poeta Armando Alanís Pulido le publica, a través del apoyo de Conarte, Palomanegra Productions, su último libro, obteniendo, nuevamente, un éxito moderado, opacado por el de Tequila con calavera en su segunda edición publicada por Ediciones la Centena. 

### Libros
- 1986 - Nadar sabe mi llama (SEP-CREA)
- 1987 - Antología del Festival Internacional de Poesía (Ediciones el Tucán de Virginia)
- 1993 - Tequila con calavera (Editorial Vuelta)
- 2003 - Palomanegra productions (Conarte)
- 2004 - Tequila con Calavera (Ediciones la Centena)

### Traducciones del portugués
- 1995 - The Very Short Stories de Horacio Costa

### Textos independientes
- 1994 - Víctor Manuel Mendiola: El ojo también canta (Vuelta)
- 2007 - Octavio y la Suburban (Letras Libres)
- 2007 - Bol sobre alfombra verde (Letras Libres)
- 2007 - Las vueltas que da La Maraka (Letras Libres)Antología
- 2011 - El cuchillo y la luna (UANL / Ediciones el Tucán de Virginia)
- 2021 - Arcano Cero (Ediciones El Tucán de Virginia/ LIBP) Memorias de Luis Alberto de Cuenca.

### Antología
- 2011 - El cuchillo y la luna (UANL / Ediciones el Tucán de Virginia)
- 2021 - Arcano Cero (Ediciones El Tucán de Virginia/ LIBP) Memorias de Luis Alberto de Cuenca, Horacio Costa, cartas, dibujos.

### Antologías
- 2006 - Tigre la Sed (Hiperión, recopilación de Víctor Manuel Mendiola, Miguel Ángel Zapata y Miguel Gómes).
- 2010 - Mexican Poetry Today (20/20 Voices a bilingual anthology Shearsman Books Ltd)
- 2012 – Vientos del Siglos: poetas mexicanos 1950 – 1982 (UNAM) Margarito Cuellar
- 2017 - Antología esencial de la poesía mexicana (Sanborns, selección, prólogo y notas de Juan Domingo Argüelles)

## Desaparición
Al mudarse permanentemente a la Ciudad de México, Samuel se muda periódicamente con su madre y hermana mayor. Pero debido a su personalidad bohemia y nómada continua sus aventuras. Los recuentos de quienes lo conocieron y convivieron con él en la Ciudad de México son mayormente anecdóticos y fragmentados, sin seguir una clara línea temporal, y sin mencionar los trabajos y ocupaciones que Samuel pudiera haber tenido antes de desaparecer. 
Samuel continuaba sus visitas a las bibliotecas públicas donde usaba las computadoras disponibles al público para seguir escribiendo. Samuel relata en sus textos, Las Vueltas que da La Maraka 1, Octavio y la Suburban, y Bol sobre alfombra verde, publicados en Letras Libres en 2007, los días que vivió entre una camioneta Suburban y una azotea en la colonia Narvarte. Samuel escribe que en ese tiempo trabajó como franelero en el estacionamiento del salón de baile La Maraka. Samuel narra que estas experiencias vividas en la colonia Narvarte, las vivió a finales del siglo, en su treintena. Samuel escribió estos textos publicados en octubre 2007, y él desaparecía por completo un año después, en 2008.
Actualmente, al no existir un acta de defunción oficial ni registro alguno en el Instituto de Servicios Periciales y Ciencias Forenses ni en ninguna otra dependencia estatal o federal, su paradero se desconoce y permanece como un misterio sin resolver.

## Búsqueda
Su última estancia en la casa de su madre y hermana, en la Ciudad de México, fue en el año 2008. Al no comunicarse ni regresar al hogar de su madre a finales del 2008, su familia empieza una intensa búsqueda de su paradero entre los años 2008 y 2013. Sin poder encontrarlo, la familia construye un sitio web con la esperanza de recibir noticias de él. La familia del poeta continua la búsqueda. 
A finales de los 2000s, el periodista y cineasta Diego Enrique Osorno escribe crónicas y artículos sobre la misteriosa desaparición del poeta, interesándose cada vez más por filmar un documental acerca del poeta Samuel. Es hasta finales de los 2010s que Osorno, con fines de filmar su documental, contrata a una detective privada y se da a la tarea de buscarlo en todo el país, principalmente en Monterrey y la Ciudad de México, al tiempo que va documentando los resultados de sus pesquisas en un largometraje llamado Vaquero del mediodía, el cual recoge los testimonios tanto de familiares y allegados a Samuel, colegas escritores e incluso Marie-José Tramini, la viuda de Paz En su documental Osorno filma el proceso de los procedimientos estándares de búsqueda, tales como recolección de pruebas de ADN, visitas a fosas comunes, y consulta de registros en el Instituto de Servicios Periciales y Ciencias Forenses, así como en algunos centros penitenciarios y psiquiátricos del país. Aunque no logra determinar si Samuel está vivo o muerto.
Controversia y Crítica: El documental muestra una series de videos filmados por un amigo y compañero de fiesta en el cual Samuel participa en estos videos actuando o jugueteando. El documental no aclara qué estos videos fueron hechos por el poeta Samuel con fines de diversión. Los videos actuados fueron filmados por un amigo, el cual era un camarógrafo de oficio, mientras andaban de fiesta juntos. El último video mostrado en en el documental fue filmado por el mismo amigo, ese día Samuel había tenido un altercación física con uno de sus compañeros de fiesta. Este último video fue filmado en el 2005, después de empezar un día de parranda entre amigos mientras andaban de fiesta jugueteando en un parque, y en el agua de una fuente pública en la ciudad de México.
Samuel vivió en la casa de sus familiares periódicamente hasta el año 2008.